# Iargara
Iargara (ryska: Яргара) är en ort i Moldavien.   Den ligger i distriktet Leova, i den södra delen av landet, 70 km sydväst om huvudstaden Chişinău. Iargara ligger 125 meter över havet och antalet invånare är 5 600.
Terrängen runt Iargara är platt åt sydost, men åt nordväst är den kuperad. Runt Iargara är det ganska tätbefolkat, med 78 invånare per kvadratkilometer. Närmaste större samhälle är Leova, 14,7 km väster om Iargara. Trakten runt Iargara består till största delen av jordbruksmark.

## Vänorter
- Mizil, Prahova, Rumänien